# Chùa Phước Tường
Chùa Phước Tường là di tích lich sử văn hóa cấp quốc gia tọa lạc tại Quận 9, Thành phố Hồ Chí Minh. Chùa được Bộ Văn hóa Thông tin Việt Nam công nhận và cấp bằng vào ngày 27 tháng 7 năm 1993, đồng thời được công nhận là Di tích Kiến trúc Nghệ thuật theo Quyết định số 43/VH-QĐ ngày 7 tháng 1 năm 1993.

## Kiến trúc
Chùa Phước Tường tọa lạc trên khu đất rộng gần 30.000 m². Kiến trúc chùa mang đậm phong cách chùa cổ Nam Bộ, với các dãy nhà bố trí theo hình chữ L ngược. Trục chính gồm chánh điện, tổ đường, giảng đường, sân thiên tĩnh, tăng đường và trai đường. Trục phụ gồm đông lang, dùng làm nhà kho và bếp. Tiền điện có tượng Hộ Pháp, Kim Cang và các bao lam chạm khắc đề tài tùng hạc. Đáng chú ý là bức hoành phi "Phước Tường Tự" có niên đại từ năm 1834, dưới triều vua Minh Mạng.
Chánh điện là khu vực thờ chính, trưng bày nhiều tượng Phật cổ, nổi bật là bao lam lớn chạm khắc tứ linh: Long, Lân, Quy, Phụng. Trước chánh điện có hàng cột chạm hình rồng vàng uốn lượn theo câu đối sơn son thếp vàng. Sát bên là tổ đường, nơi thờ Tổ sư Đạt Ma, các vị trụ trì, cùng bàn thờ "Mẹ sinh mẹ độ" và đôi liễn gỗ "Long giáng" quý giá.
Chùa Phước Tường tuân theo bố cục "Tiền Phật hậu Tổ" đặc trưng của chùa Nam Bộ, lưu giữ 53 pho tượng, 13 bức hoành phi cùng nhiều bao lam, thần vọng, bài vị. Các tượng thờ chủ yếu bằng gỗ, một số có từ đầu thế kỷ 19.